# Traktor Iwano-Frankiwsk
Traktor Iwano-Frankiwsk (ukr. Міні-футбольний клуб «Трактор» Івано-Франківськ, Mini-Futbolnyj Kłub "Traktor" Iwano-Frankiwśk) – ukraiński klub piłkarski i futsalu, mający siedzibę w mieście Iwano-Frankiwsk. W 1992 występował w drugich nieoficjalnych rozgrywkach Pucharu Ukrainy.

## Historia
Chronologia nazw:
- 1991: Traktor Iwano-Frankiwsk (ukr. «Трактор» Івано-Франківськ)
- 199?: klub rozwiązano

Klub piłkarski Traktor Iwano-Frankiwsk został założony w Iwano-Frankowsku w 1991 roku. W 1991 został mistrzem drugiej ligi mistrzostw obwodu iwanofrankowskiego w piłce nożnej. W 1992 zespół startował w pierwszych rozgrywkach Pucharu Ukrainy w futsalu, przegrywając 1:5 w finale z Mechanizatorem Dniepropetrowsk.
Potem klub z powodów problemów finansowych został rozwiązany.

## Sukcesy

### Trofea międzynarodowe
Nie uczestniczył w rozgrywkach europejskich (stan na 31-05-2019).

### Trofea krajowe
| \| \| Zdobyte trofea w rozgrywkach Ukrainy (stan na: 31-05-2019) \| |                                                            |      |                      |
| Rozgrywki                                                           | Osiągnięcie                                                | Razy | Sezon(y)             |
| · Mistrzostwo                                                       | I miejsce                                                  | 0    |                      |
| · Mistrzostwo                                                       | II miejsce                                                 | 0    |                      |
| · Mistrzostwo                                                       | III miejsce                                                | 0    |                      |
| Puchar                                                              | zdobywca                                                   | 0    |                      |
| Puchar                                                              | finalista                                                  | 1    | 1992 (nieoficjalnie) |
| II liga                                                             | I miejsce                                                  | 0    |                      |
| II liga                                                             | II miejsce                                                 | 0    |                      |
| II liga                                                             | III miejsce                                                | 0    |                      |
| Ukraina                                                             | Zdobyte trofea w rozgrywkach Ukrainy (stan na: 31-05-2019) |      |                      |

## Struktura klubu

### Stadion
Klub rozgrywał swoje mecze domowe w Hali Kompleksu Sportowego Koledżu Wychowania Fizycznego w Iwano-Frankiwsku (zwanej Maneż Sportowy), znajdującej się przy ul. Bandery, 76000 Iwano-Frankiwsk. Pojemność: 1500 miejsc siedzących.